# Ophiomonas protecta
Ophiomonas protecta är en ormstjärneart som först beskrevs av Jean Baptiste François René Koehler 1904.  Ophiomonas protecta ingår i släktet Ophiomonas och familjen trådormstjärnor. Inga underarter finns listade i Catalogue of Life.